# December 2010
| December 2010 |
| Månader under 2010: Januari · Februari · Mars · April · Maj · Juni · Juli · Augusti · September · Oktober · November · December ← December 2009 · Januari 2011 → |

## Händelser

### December

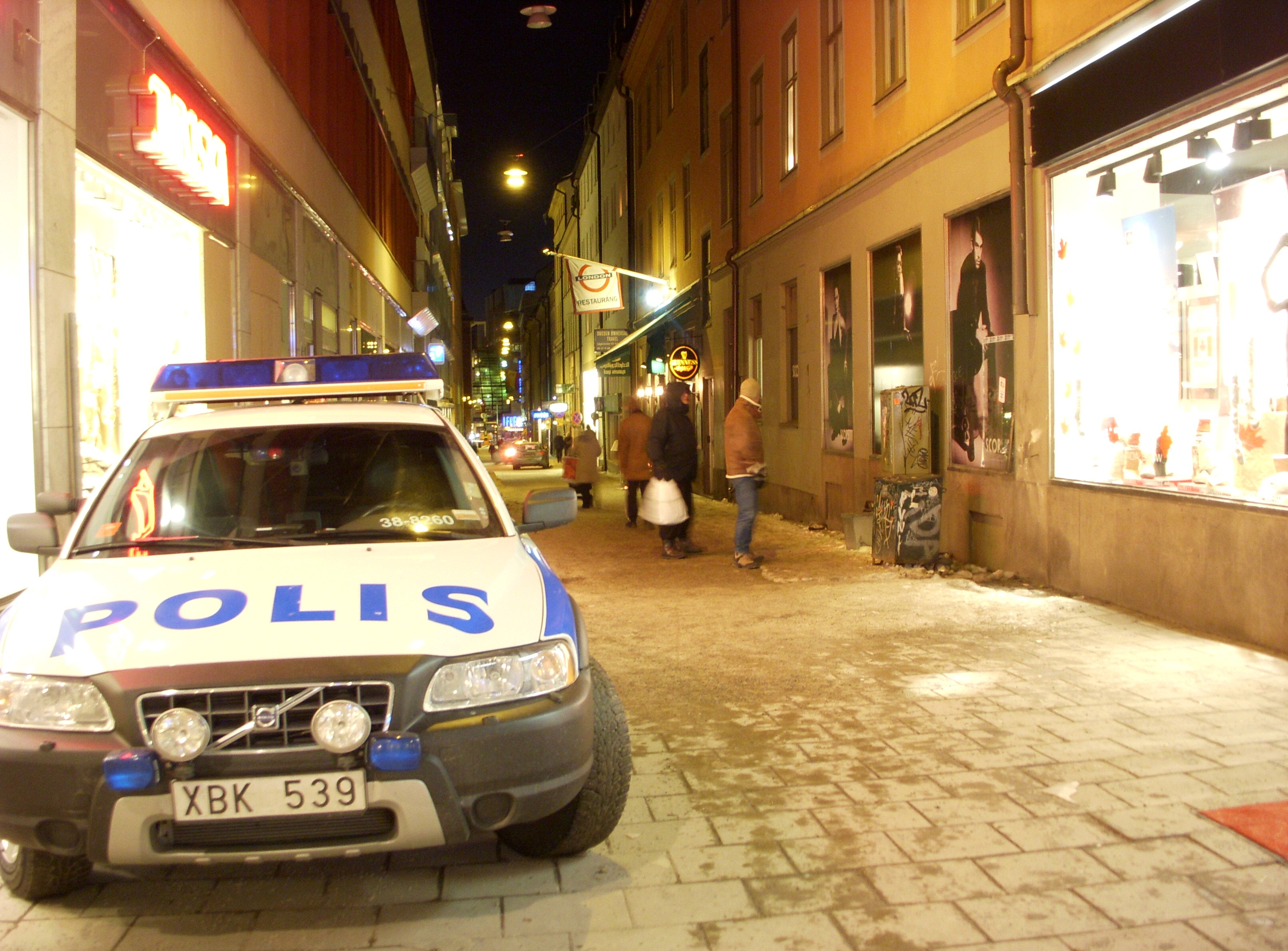
Bombdåd i Stockholm

- 2 december – Fifa beslutar att Världsmästerskapet i fotboll skall spelas i Ryssland 2018 och i Qatar 2022.
- 7 december – Datorspelsexpansionien World of Warcraft: Cataclysm släpps, som den tredje i World of Warcraft-serien.
- 8 december – Det svenska rockbandet The Ark meddelar att de ämnar lägga ner bandet sommaren 2011.[1]
- 11 december – En självmordsbombare spränger sig och sin bil i centrala Stockholm.[2][3]
- 19 december – Vitrysslands sittande president Aleksandr Lukasjenko vinner det vitryska presidentvalet med 79 % av rösterna, men anklagas åter för valfusk.
- 20 december – Brittisk polis griper tolv personer misstänkta för terrorplaner i London.
- 21 december – En total månförmörkelse inträffar. Detta blir första gången sedan 1638, som en sådan sammanfaller med vintersolståndet.
- 23 december – USA:s senat godkänner det nya START-avtalet som innebär att man ska sänka innehavet av kärnvapen med 30 %.
- 24 december – Ryssland:s parlament godkänner det nya START-avtalet, som USA och Ryssland skrivit under.
- 25 december – Kinas regering beslutar om en ny räntehöjning för att göra något åt inflationen i landet.
- 26 december – Moskva, Ryssland drabbas av en isstorm och flygplatsen Domodedovo och 14 olika sjukhus drabbas hårt. Ungefär 200 000 människor blir utan ström.[4]
- 30 december – Per Oscarsson och hans fru Kia Östling omkommer när deras hus brinner ner till grunden under natten till nyårsafton.

### Fotnoter
1. ↑  Dagens Nyheter 8 december 2010 – The Ark splittras i sommar
2. ↑  SVT.se: Man sprängde sig själv i luften Arkiverad 13 december 2010 hämtat från the Wayback Machine.
3. ↑   ”Arkiverade kopian”. Arkiverad från originalet den 18 december 2010. https://web.archive.org/web/20101218184817/http://svt.se/2.22620/1.2266143/sapo_inleder_forundersokning_om_terroristbrott. Läst 12 december 2010.
4. ↑  ”Expressen 26 december 2010 - Isstorm lamslår Moskva”. Arkiverad från originalet den 29 december 2010. https://web.archive.org/web/20101229070818/http://www.expressen.se/nyheter/1.2267632/isstorm-lamslar-moskva. Läst 12 februari 2011.